# Nat Leeb
 (octobre 2023).
 (octobre 2023).
La mise en forme du texte ne suit pas les recommandations de Wikipédia : il faut le « wikifier ».
Les points d'amélioration suivants sont les cas les plus fréquents :
- Les titres sont pré-formatés par le logiciel. Ils ne sont ni en capitales, ni en gras.
- Le texte ne doit pas être écrit en capitales (les noms de famille non plus), ni en gras, ni en italique, ni en « petit »…
- Le gras n'est utilisé que pour surligner le titre de l'article dans l'introduction, une seule fois.
- L'italique est rarement utilisé : mots en langue étrangère, titres d'œuvres, noms de bateaux, etc.
- Les citations ne sont pas en italique mais en corps de texte normal. Elles sont entourées par des guillemets français : « et ».
- Les listes à puces sont à éviter, des paragraphes rédigés étant largement préférés. Les tableaux sont à réserver à la présentation de données structurées (résultats, etc.).
- Les appels de note de bas de page (petits chiffres en exposant, introduits par l'outil «  Source ») sont à placer entre la fin de phrase et le point final[comme ça].
- Les liens internes (vers d'autres articles de Wikipédia) sont à choisir avec parcimonie. Créez des liens vers des articles approfondissant le sujet. Les termes génériques sans rapport avec le sujet sont à éviter, ainsi que les répétitions de liens vers un même terme.
- Les liens externes sont à placer uniquement dans une section « Liens externes », à la fin de l'article. Ces liens sont à choisir avec parcimonie suivant les règles définies. Si un lien sert de source à l'article, son insertion dans le texte est à faire par les notes de bas de page.
- La présentation des références doit suivre les conventions bibliographiques. Il est recommandé d'utiliser les modèles {{Ouvrage}}, {{Chapitre}}, {{Article}}, {{Lien web}} et/ou {{Bibliographie}}. Le mode d'édition visuel peut mettre en forme automatiquement les références.
- Insérer une infobox (cadre d'informations à droite) n'est pas obligatoire pour parachever la mise en page.

Pour une aide détaillée, merci de consulter Aide:Wikification.
Si vous pensez que ces points ont été résolus, vous pouvez retirer ce bandeau et améliorer la mise en forme d'un autre article.
Pour les articles homonymes, voir Leeb.
Nat Leeb est un peintre français né le 8 janvier 1906 à La Walck (Bas-Rhin) et mort le 14 mai 1990 à Paris. 

## Biographie
Fils d'un marchand d'art, Nat Leeb est très tôt intéressé par la peinture et fréquente l'école des arts décoratifs de Strasbourg de 1920 à 1923. En 1926, il obtient un prix pour l'une de ses affiches et, en 1928, expose ses peintures à la Librairie des arts à Strasbourg. Si ses premières oeuvres connues sont strictement figuratives, il se tourne ensuite vers l'expressionnisme et se montre sensible aux courants d'avant-garde. En 1951, il expose à la Galerie Charpentier. Dès les années 1940-1950, sa peinture devient abstraite, matiériste et intensément colorée. Vers 1965, il rencontre le marchand d'art Lawrence Jeppson (1926-2019) qui organise plusieurs expositions de ses oeuvres aux Etats-Unis. Deux expositions importantes lui sont consacrées dans les années 1980, la première au Quadrat Museum de Bottrop et la seconde au Städtische Kunstsammlung d'Eschweiler.

## Expositions
- 1928 : Strasbourg, Librairie des arts
- 1951 : Paris, Galerie Charpentier
- 1961 : Salon d’automne
- 1965 : Etats-Unis, exposition itinérante
- 1973 : Atrium, Festival of French Art
- 1981 : Bottrop, Quadrat Museum
- 1986 : Eschweiler, Städtische Kunstsammlung
- 2024 : Musée des Rohan, Saverne

## Œuvres dans des collections publiques
- Cambridge, Fitzwilliam Museum (La Tortue, 1940)
- Minneapolis, Walker art Center
- Munich, Bayerische Staatsgemäldesammlungen - Sammlung Moderne Kunst in der Pinakothek der Moderne München (Visage ensoleillé, 1967 et Fossiles, 1972)
- Paris, CNAP (Le Flamboyant)
- San Antonio, McNay Art Museum (Eblouissement diurne)
- Washington DC, Air Space Museum